# 불완전균류
불완전균류(不完全菌類, fungi imperfecti 또는 imperfect fungi, Deuteromycota)는 자낭균류 및 담자균류의 자매군으로 유성생식 단계가 발견되지 않는, 분류학적 위치가 불확실한 균류 분류군을 가리킨다.
무성 생식만을 하는 균류를 불완전형이라 하고, 그 단계를 불완전 세대라 하며, 이 불완전형밖에 발견되지 않는 것을 이 명칭으로 부른다. 유성 생식을 하는 단계를 완전형, 그 단계를 완전 세대라고 부르지만, 통상 완전 세대 균류는 동시에 무성 생식도 한다. 가까이서 볼 수 있는 곰팡이의 대부분은 불완전 세대라 볼 수 있으며, 여기서 불완전균이 포함되는 비율은 높다.

## 역사적으로 불완전균류로 분류된 균류 목
사카르도(Saccardo) 등의 분류(1882-1972년)
- 불완전사상균강 (Hyphomycetes)
  - 선균목 (Moniliales)
  - 분생자병속균목 (Stilbellales)
  - 분생자좌균목 (Tuberculariales)
- 유각균강 또는 분생자과균강 (Coelomycetes)
  - 분생자층균목 (Melanconiales)
  - 병자각균목 (Sphaeropsidales)
- 무포자균강 (Agonomycetes)

되르펠트(Dörfelt)의 불완전균 분류(1989년)
- 불완전사상균강 (Hyphomycetes)
  - 무포자균목 (Agonomycetales)
  - 선균목 (Moniliales)
- 유각균강 또는 분생자과균강 (Coelomycetes)
  - 분생자층균목 (Melanconiales)
  - 병자각균목 (Sphaeropsidales)